# Marshall County, Oklahoma
Marshall County är ett administrativt område i delstaten Oklahoma, USA, med 15 840 invånare. Den administrativa huvudorten (county seat) är Madill. 

## Geografi
Enligt United States Census Bureau så har countyt en total area på 1 106 km². 961 km² av den arean är land och 145 km² är vatten.

### Angränsande countyn
- Johnston County - nord
- Bryan County - öst
- Grayson County, Texas - syd
- Love County - väst
- Carter County - nordväst